# Negotinthia hoplisiformis
Negotinthia hoplisiformis is een vlinder uit de familie wespvlinders (Sesiidae), onderfamilie Tinthiinae.
Negotinthia hoplisiformis is voor het eerst wetenschappelijk beschreven door Mann in 1864. De soort komt voor in het Palearctisch gebied.